# 圣贡萨洛-杜古尔古埃亚
圣贡萨洛-杜古尔古埃亚（葡萄牙語：São Gonçalo do Gurguéia）是巴西皮奥伊州的一个市镇。总面积1385.307平方公里，总人口2455人，人口密度1.8人/平方公里。